# フランシス・ジェフリー
。

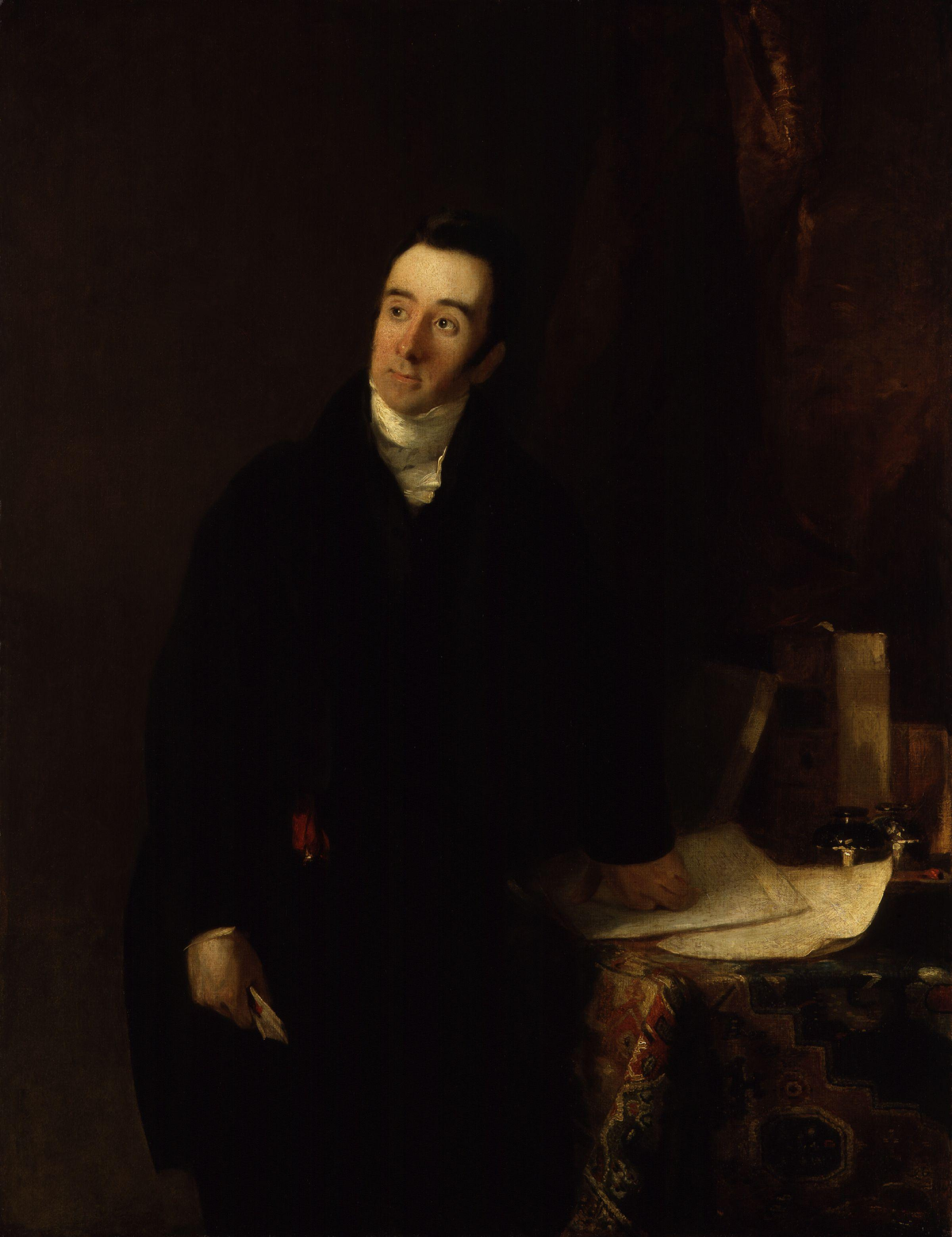
ジェフリー卿の肖像（Andrew Geddes作、1820）

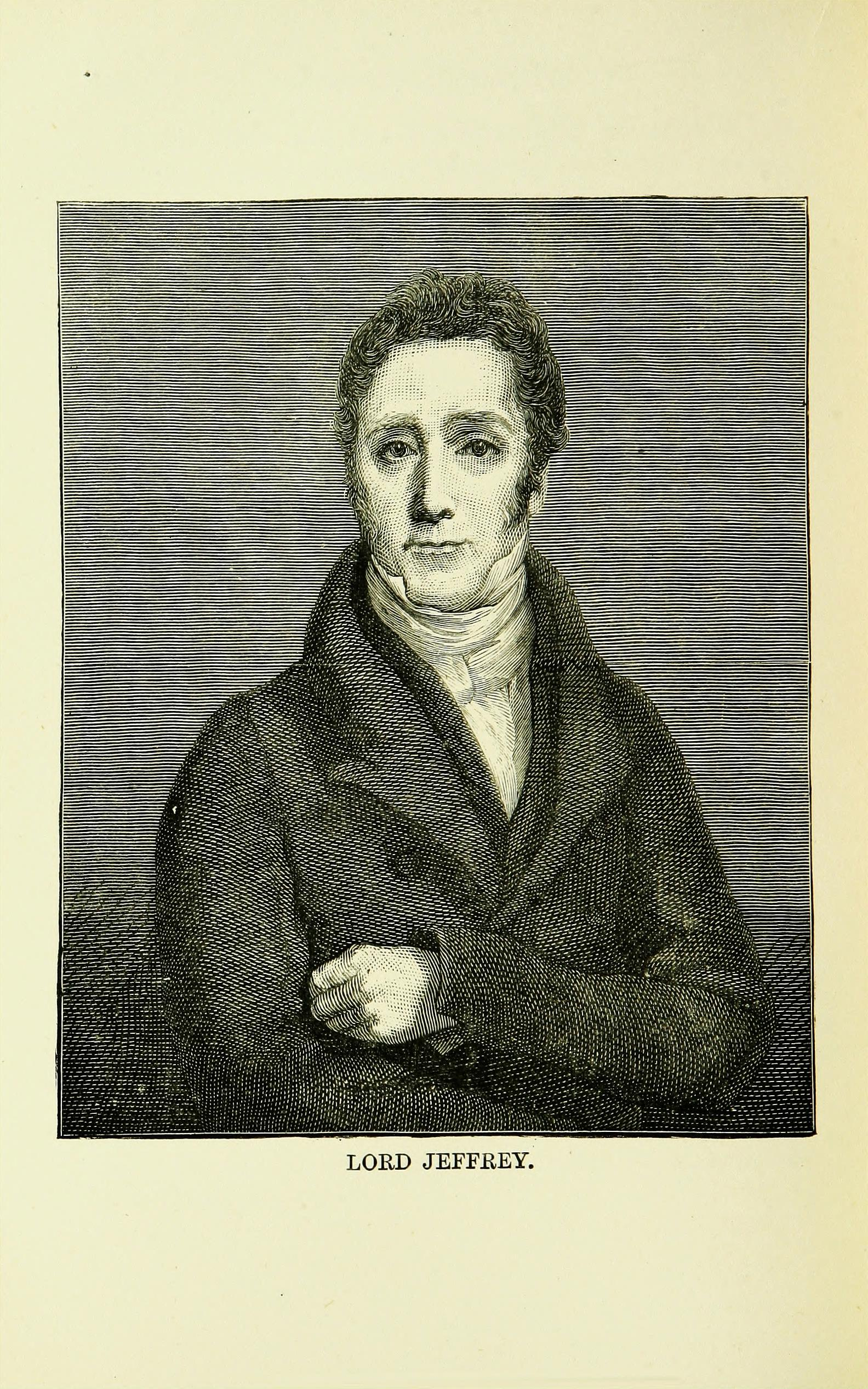
ジェフリー（ワーズワースの経歴書の挿画）

フランシス・ジェフリー（ジェフリー卿）（Francis Jeffrey, 1773年10月23日 – 1850年1月26日) は、スコットランドの裁判官、文芸批評家。『エディンバラ・レビュー』（Edinburgh Review）の創刊に携わり、編集業務と合わせて様々なエッセイを残し、とりわけウィリアム・ワーズワースやロバート・サウジーらイギリス・ロマン主義詩人らを活動拠点である湖水地方にちなんで"Lake School"と名付け、辛辣な評価を下したことで知られている。

## 生涯

### 学業
フランシス・ジェフリーはエディンバラで、民事控訴院（the Court of Sessions)の書記であったジョージ・ジェフリーの息子として生まれた。王立高等学校（Royal High School）に6年間通った後、1787年から1789年5月までグラスゴー大学に在籍し、当大学の論理学・修辞学教授であったジョージ・ジャーディン（George Jardine）の影響も受けて弁論の研鑽を積んだ後、法学も学んだ。

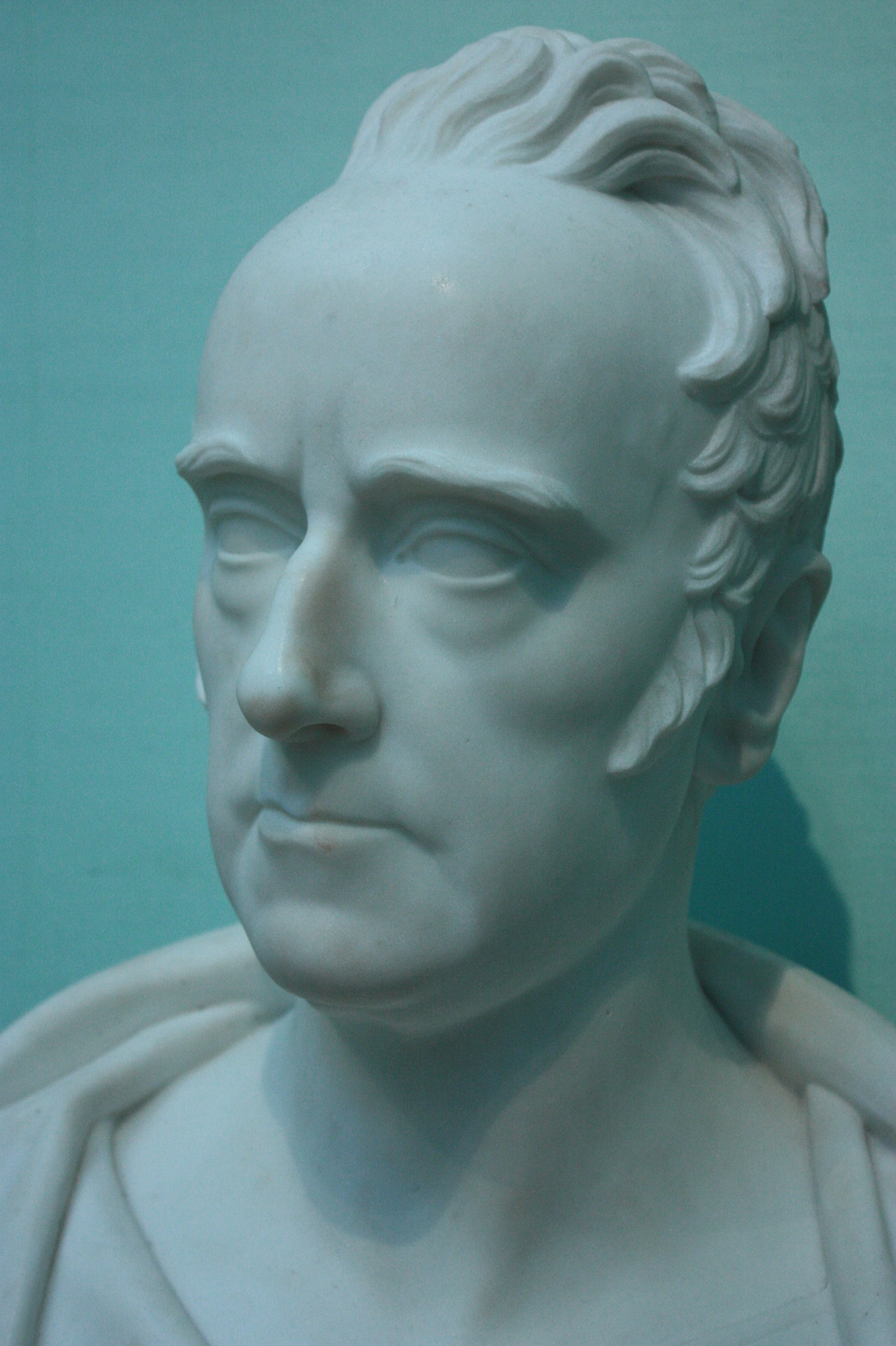
ジェフリーの肖像（Patric Park作、1840年）

1791年9月から1792年6月までの10カ月間はオックスフォード大学のザ・クイーンズ・カレッジで学んだが、すぐにエディンバラ大学に戻って歴史、法学、そしてドゥガルド・スチュアート（Dugald Stewart）による政治経済学の講義を聴講した。
1794年12月にはスコットランドでの弁護士に認可されたが、教育を通じて身につけてきたトーリー党的な思想を捨てホイッグ党に傾倒したために、法曹界で身を立てることが難しくなった。

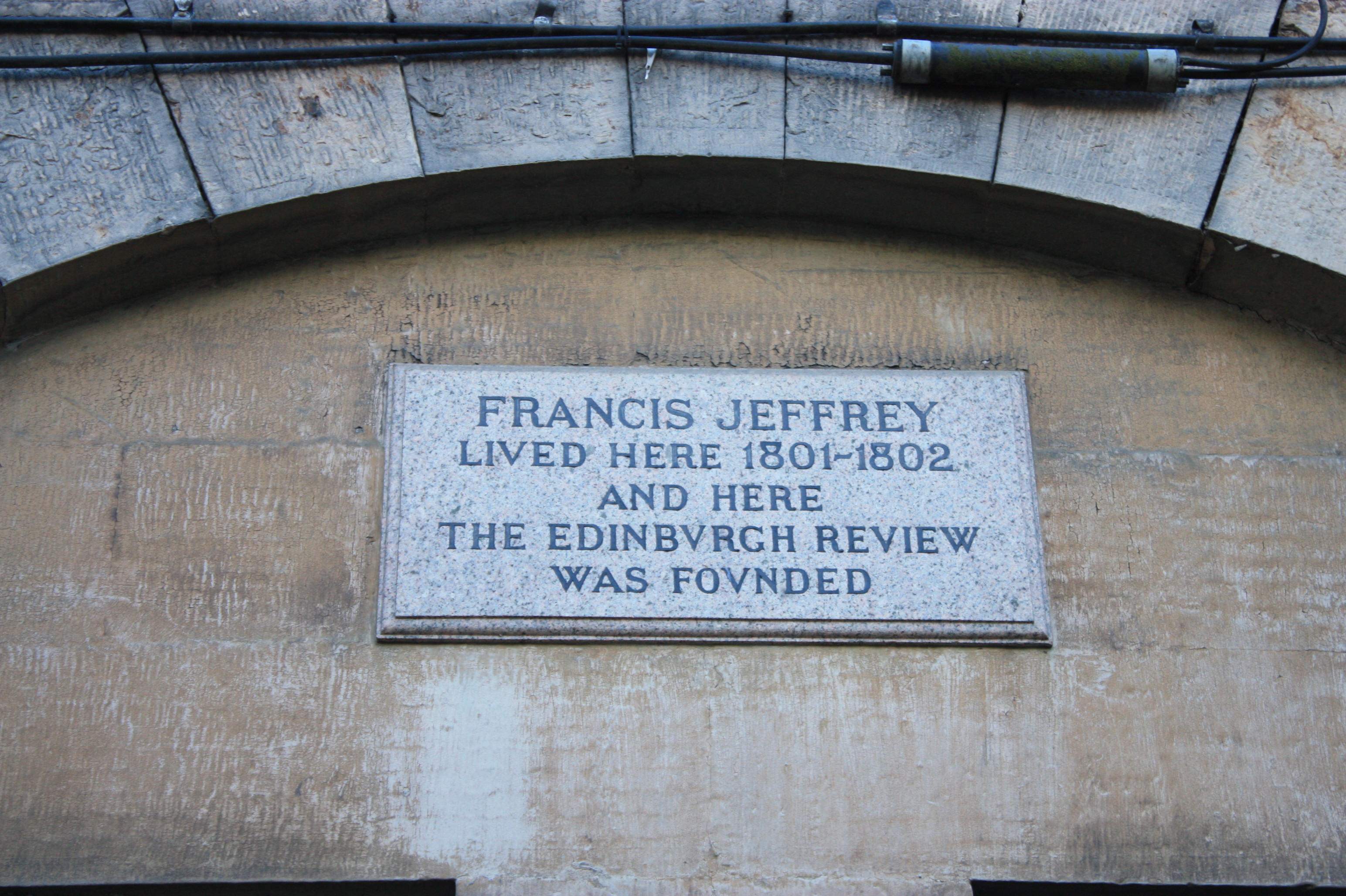
22 to 24 Moray Place Edinburgh. 24, to the left, was the home of Lord Jeffrey

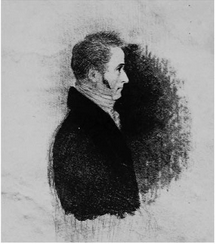
フランシス・ジェフリーの肖像（Robert Scott Moncrieff作）

### 『エディンバラ・レビュー』創刊
1798年にロンドンに出て、ジャーナリズムに手を出すがうまくいかず、また定職にもつけなかった。1801年キャサリン・ウィルソン（Catherine Wilson）と結婚する。1805年に妻キャサリンが死去したが、1810年には、ニュー・ヨークのチャールズ・ウィルクス（Charles Wilkes）の娘で、急進的ジャーナリストでロンドン市長も務めたジョン・ウィルクスの又姪であるシャーロット（Charlotte）と親密になる。彼女がアメリカに帰国した際ジェフリーも同伴し、2人は1813年に結婚した。夫婦はスコットランドに戻る前にアメリカの都市をいくつか周り、この経験を通じてアメリカに対する融和的な政策を一層強く擁護するようになった。
最初の結婚を機に安定した収入が一層必要となっていた中、ロンドンにあるジェフリーの家でシドニー・スミス（Sydney Smith）、ヘンリー・ブルーアム, フランシス・ホーナー（Francis Horner）らが集まった際にスミスが新しい文芸雑誌の発案をし、それがきっかけで1802年10月10日の『エディンバラ・レビュー』（Edinburgh Review ）創刊に至った。
当初『エディンバラ・レビュー』には編集者がおらず、最初の3号はスミスの手によって編集がなされたが、彼がロンドンに発つ際に業務はジェフリーの手に委ねられ、1803年から1829年の間、上院での弁護士業務の傍らで当雑誌の編集者を一人で務めた（33号と34号、及び1813年から1814年のアメリカ滞在期間を除く）。
関係者のほとんどはホイッグ党支持者であり、雑誌の方向性は概して社会・政治の変革を訴えることにあった。当時のスコットランドでホイッグ党の声を代弁するメディアは皆無だったこともあり、コックバーン卿（Henry Cockburn）によると、『エディンバラ・レビュー』の創刊号のインパクトは「衝撃的（"electrical"）」であった。
ただし、元々は党派色を前面に打ち出していたわけではなく、寄稿者の中にはウォルター・スコットのようなトーリー党もいたが、雑誌のホイッグ側を鮮明にしたのは、1808年にジェフリー自身が書いた、フランス軍のスペイン侵略に関するペドロ・セヴァーヨス（Pedro Cevallos）の作品についての記事以後である。この記事はスペインでのイギリス軍の活動に失意の念を表明したため、スコットが即座に購読を取り下げ、トーリー側の『クォータリー・レビュー』が創刊されるきっかけにもなっている。
当時のイギリスの評論紙は実質的に出版者の手中にあり、寄稿記事も雇われ文筆家が出版者の利害に沿って書くよう指示されていた。一方『エディンバラ・レビュー』は、出版者ではなく編集者の指示を受けて記事を書く、有能かつ独立した書き手スタッフを抱えていた。彼らの手取りは1シート（16ページ）あたり6ギニーで、多くの場合後に25ギニーまで上がった（ロンドンの評論家は2ギニーしか受け取っていなかった）。
創設に携わった有能なメンバーらが離脱したのちも、この方法の一般的な原理や目新しさゆえに、雑誌は成功の道を辿った。総計で12,000部が配布され、ジェフリーの編集は1829年6月発行の98号まで26年続いた。ジェフリーが辞めた後、編集は弁護士マクヴィー・ネイピア（Macvey Napier）が引き受けた。法律家のジョン・オースティン、哲学者のジョン・スチュアート・ミル、バートランド・ラッセル、詩人のフェリシア・ヘマンズなど様々な分野の学術家や政治家が寄稿した。

### 批評家としてのジェフリー
ジェフリー自身の記事は200本を数え、6本以外は全て編集者の仕事を辞める前に書いたものである。彼はふとした気晴らしのため、あるいは特段の準備もせずにさっと書きあげることが多かったが、アーチボールド・アリソン（Archibald Alison）の美的趣味、ジェレミー・ベンサムの立法論、ロマン主義湖水地方の詩人の評価、文学と社会制度の関係等、トピックは多岐にわたり、かつ明晰で思慮深い議論をおこない、特定の文学作品への手厳し批判をしたことでも知られている。
批評家としてのジェフリーの素養は、エディンバラ大学の道徳哲学教授であったドゥガルド・スチュアート（Dugard Stewart）の哲学教育やスコットランド常識学派の伝統に負うところが大きく、とりわけ彼の批評において政治経済、形而上学、倫理学、認識論、科学的方法論等の基礎を作った。
例えばスコットランド詩人ウィリアム・ドラモンド（William Drummond）の観念論に対して、「実在的事象とのつながりがない心的感覚」と「外的事物が不可避的にある感覚をもたらすという信念としての知覚」とを区別し、外的実在性を信じる上で最も高次の証拠のみに依拠すべきであるという慎重な姿勢を示して反論している。一方で、ジョゼフ・プリーストリーの思考と知覚を全て脳の物理的運動に帰する唯物論にも批判的であり、またベンサムに対しても、功利主義における善悪の基準が、ベンサム自身が否定した道徳的感情によって認識できるものであるとして批判を展開している。
16号ではジェフリーはトマス・ムーアの詩の道徳性を批判したため、1806年に両者はチョーク・ファーム（Chalk Farm）で決闘をすることになった。結局当局に止められ、ジェフリーのピストルには銃弾が入っていないことも明らかになった。この事件の後両者は和解し、ムーアが『エディンバラ・レビュー』に寄稿し、ジェフリーもムーアのロマンス作品Lalla Rookh（1817）についての記事で好意的な姿勢を見せるほどであった。

#### 「湖畔詩人」への攻撃
ロマン主義詩人に対しては、『エディンバラ・レビュー』創刊号でロバート・サウジーのThalaba the Destroyer（1801）を批判したことに始まり、1807年の11号でワーズワースの1807年詩集（Poems, in Two Volumes）にも厳しい批評を加え、彼らの詩が独創性を謳いながら実際は陳腐な情緒に終始するものと主張し、攻撃、嘲笑した。18号（1811年）でのジョン・フォードの劇作品の書評では、ワーズワース、サウジー、サミュエル・テイラー・コールリッジ、ジョアンナ・ベイリー（Joanna Baillie）らについて、「（先人の文学者らの）作法を模倣し、その特異な面だけを猿真似している。結局彼らは最も自由で因習に無頓着な詩作家と自認しているが、彼らの文体は明らさまに、また忌々しいほど作為的である」と断じた。コールリッジは1817年の『文学的自叙伝』（Biographia Literaria）第3章で、ジェフリーによる自分達への批判に応答した一方、ジェフリーもそのコールリッジの反論に応える形で、『エディンバラ・レビュー』23号（1817年）に掲載されたウィリアム・ハズリットによる『文学的自叙伝』への書評に編集者として注を付け、改めて彼らの詩を「めそめそしていて気が病んでいる（"whining and hypochondriacal"）」とこき下ろしている。なお、「湖畔派」（"Lake School"）という蔑称はこの注においてはじめて用いられた。

### 弁護士・政治家としてのジェフリー
『エディンバラ・レビュー』の成功と合わせて、ジェフリーは自分の主戦場である法曹界に目を向けることも忘れなかった。文芸批評家としての評価を得たことは、弁護士としての出世を後押しした。彼の業務はやがて民事、刑事裁判両方に及ぶようになり、スコットランド国教会の全体集会にも定期的に出席した。彼の機敏で鋭い洞察力は、証人や相手側の主張の脆弱なところを見抜くのにも十二分に発揮された一方、答弁でも優れた流麗さを発揮した。
ジェフリーは1820年と1822年にグラスゴー大学の教区牧師（Rector）に、1829年にはスコットランド弁護士会（the Faculty of Advocates）の会長に選ばれ、その直後に『エディンバラ・レビュー』の編集業務を降りた。
1820年代にホイッグ党政治に積極的に関わっており、1830年にホイッグ党が政権を握ると、ジェフリーは法務総裁（Lord Advocate）となり、1830年と1834年には2度下院議員を務めた。
議員生活の後、スコットランドの民事の最高裁判所である民事控訴院（the Court of Session）の下部組織で裁判官として働き、ジェフリー卿（Lord Jeffrey）となった。1842年から死去する1850年まではその上部組織で裁判官として働いた。
1843年にスコットランド教会が分列した際（Disruption of 1843）には脱退者側の弁護についた。
エディンバラで死去し、同都市西部のディーン墓地（Dean Cemetery)の"Lords Row"に埋葬された。

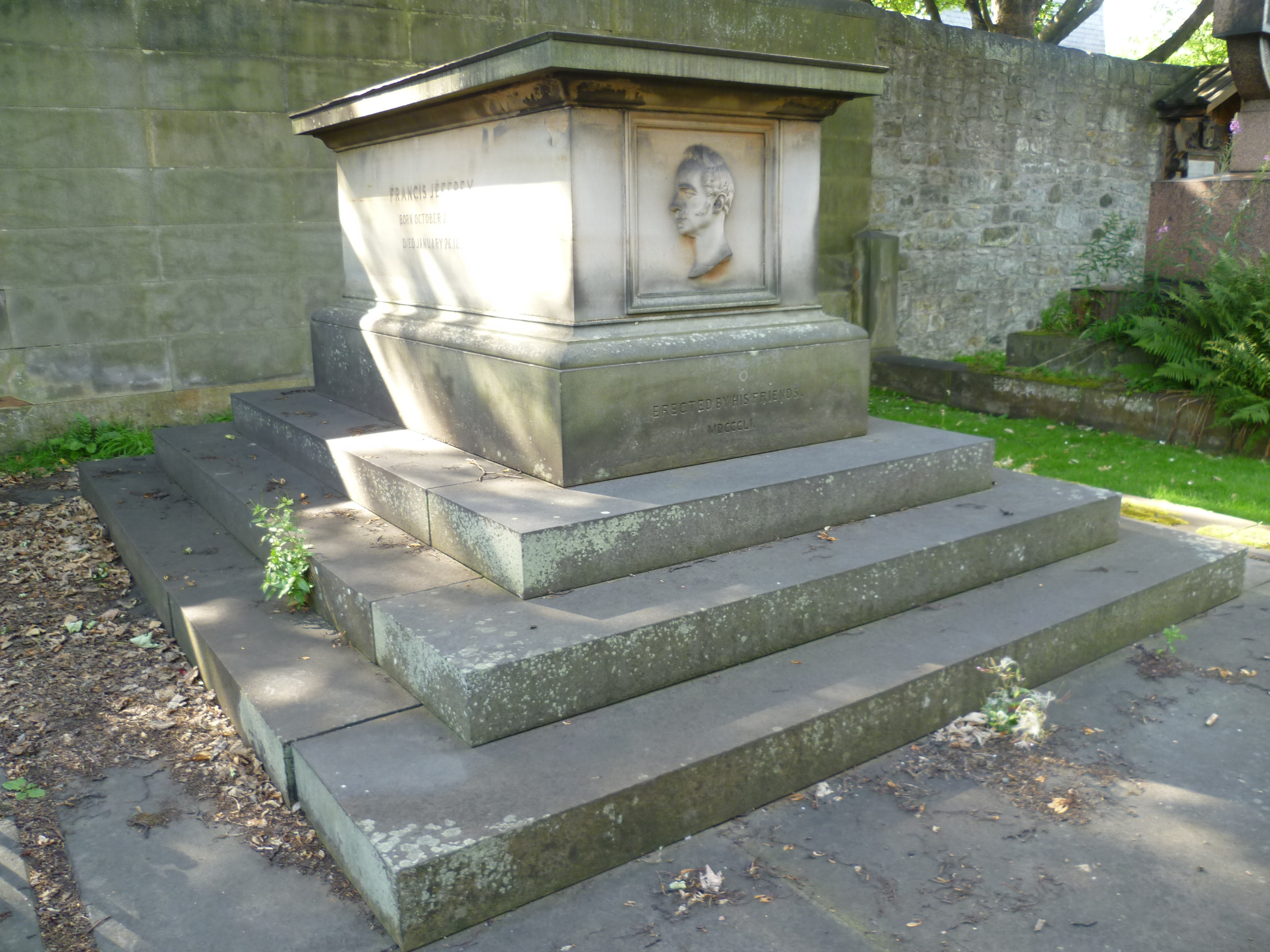
エディンバラ、ディーン墓地のジェフリーの墓

## 業績・伝記
『エディンバラ・レビュー』の彼の200以上の記事は1844年と1845年に出版された四巻本にまとめられ、またジェフリー自身はその中から約90本を選び1846年に出版した
コックバーン卿によるジェフリーの伝記The Life of Lord Jeffrey, with a Selection from his Correspondenceは1852年に二巻本で出版された。ジェフリーについての記述は他にもthe Selected Correspondence of Macvey Napier (1877)、トーマス・カーライルのReminiscences第二巻（1881年）、Lewis E. Gatesの Three Studies in Literature（1889年）がある。
ジェフリーを記念したものとしては、エディンバラのJeffrey Streetやエディンバラの議事堂にあるJohn Steell卿による胸像がある。